# Marco Galli (kardynał)
Marco Galli (ur. w 1619 w Como, zm. 24 lipca 1683 w Rzymie) – włoski kardynał.

## Życiorys
Urodził się w 1619 roku w Como. Po studiach uzyskał stopień doktora utroque iure, a następnie został referendarzem Trybunału Obojga Sygnatur i protonotariuszem apostolskim. 13 stycznia 1659 roku został wybrany biskupem Rimini, a trzynaście dni później przyjął sakrę. W latach 1659–1666 był nuncjuszem w Niemczech, a w okresie 1666–1667 – wiceregentem Rzymu. Ponadto był członkiem inkwizycji rzymskiej, a w latach 1668–1671 pełnił funkcję nuncjusza w Neapolu. 1 września 1681 roku został kreowany kardynałem prezbiterem i otrzymał kościół tytularny San Pietro in Montorio. Zmarł 24 lipca 1683 roku w Rzymie.